# Ljiljana Crnić
Ljiljana Crnić (Split, 1954.), hrvatska književnica. Živi i stvara u Beogradu.

## Životopis
Rođena je 1954. u Splitu. Živi u Beogradu.
Piše na standardnom hrvatskom i na ikavskom i čakavskom narječju, koristeći stare splitske i kaštelanske izraze. Piše poeziju, prozu i aforizme.

## Članstva
Članica je Hrvatskog književnog društva Rijeka, Udruženje književnika Srbije i Udruženja novinara Srbije.

## Djela
Piše isključivo na hrvatskom jeziku, na standardnom i na splitskom dijalektu. Djela je objavila od 2009. u zbornicima, almanasima i antologijama.
Objavila je knjige:
- “Nikom neću reći tko si”, samostalna knjiga poezije (2011.),
- “Mašo, me toga tare” (Previše me toga tišti), (2012.) samostalna knjiga poezije,
- “Škrinja mojih tajni” (2013.), samostalna knjiga poezije,
- “Ovo ti još nitko nije rekao” Rakovica, (2014.)
- "Da me ima", Beograd (2016.)
- " S koje strane Dunava spavam?", - samostalna knjiga poezije, Bratislava, Bački Petrovac, (2018.) dvojezična hrvatski - slovački,
- "U điru tri' sedme",  kratke priče, (2019.)
- “Ljubav pjesmom živim”, (2012.) zbirka poezije s još devet autora iz Hrvatske, KULTura sNOVA; Zagreb,
- ” O postanku i darovima “, kvARTEt” (2014.) umjetničke grupe ARTE, zajedno s još tri autora iz Srbije i Mađarske
- Paška čipka i prilika, Zbornik radova 10 autora iz Hrvatske, Srbije i SAD, s prve književne kolonije na otoku Pagu 2013.
- Sabrane pjesme, Balkanski književni glasnik (2022.), Stari Slankamen - Solun.

Zastupljena poezijom i prozom:
- u kanadskoj Antologiji "Pjesnico za ir u svijetu", Cornwall - Kusnach 2011. na engleskom jeziku
- u BiH Antologiji "Mi spajamo različitosti" na engleskom jeziku, Sarajevo 2011.
- u Antologiji "Zoranu Radmiloviću pesnici i likovni umetnici", Zaječar 2013
- u italijanskoj Antologiji LA SVOLTA (Prekretnica),2016, VerbumlandiArt Galatone) LE9 Italija
- u slovačkoj Antologiji DUNAJSKE ELEGIE (Dunavske elegije, 2016, Bratislava, Društvo slovačkih pisaca) Slovačka
- i zbornicima u BiH,Hrvatskoj, Srbiji, Kanada, Indiji.

## Nagrade
Dobila je brojne nagrade u zemlji i inozemstvu za stvaralački rad.
Dobitnica je Zlatne značke za 2015. godinu od KPZ Srbije, Vlade Republike Srbije i Ministarstva za dijasporu, za očuvanje maternjeg jezika naroda i nacionalnih manjina Republike Srbije te za dugogodišnji rad u kulturi.
Prevođene su joj pjesme na slovački, češki, makedonski, engleski, talijanski, njemački.
Osnivačica je i predsjednica HKD "Hrvatski kulturni centar-Beograd" u Beogradu.
Dopisnica je iz Beograda za "Hrvatsku riječ" iz Subotice, "Radio KRUG Kanal K", Cirih, TV Jadran, Split.
Osim pisanja bavi se fotografijom i slikanjem. Imala je više samostalnih i grupnih izložbi. Slike, ulja na platnu nalaze se u Subotici, Šidu, Stanišiću, Beogradu u vlasništvu Kulturnih centara tih gradova.

## Vanjske poveznice
- Kanal DIOGEN pro culture magazine, YouTube DIOGEN online TV - MaxMinus online TV- TV Intervju Ljiljana Crnić & Majo Danilović, Beograd, Srbija